# Allohelea minxia
Allohelea minxia är en tvåvingeart som beskrevs av Yu och Yan 2004. Allohelea minxia ingår i släktet Allohelea och familjen svidknott. Inga underarter finns listade i Catalogue of Life.